# Francesco Gazzoni
Francesco Gazzoni (Roma, 1942) è un giurista italiano.

## Biografia
Allievo di Rosario Nicolò, dopo aver insegnato istituzioni di diritto privato e diritto civile nelle università di Macerata e Roma Tor Vergata, è stato professore ordinario nella facoltà di giurisprudenza dell'Università La Sapienza di Roma, dove ha insegnato istituzioni di diritto privato, diritto civile e diritto delle obbligazioni e dei contratti.
È Cavaliere di Grazia Magistrale e Avvocato di Stato presso l'Ordine dei Cavalieri di Malta a Roma.

## Pubblicazioni
- Equità e autonomia privata, Milano, 1970.
- L'attribuzione patrimoniale mediante conferma, Milano, 1974.
- L'Ordine di Malta, Milano, 1979.
- Dal concubinato alla famiglia di fatto, Milano, 1985 (ristampa 2018, Key Editore).
- La trascrizione immobiliare. Artt. 2643-2645, 2ª ed., Milano, 1998.
- La trascrizione immobiliare. artt. 2646-2651, Milano, 1993.
- Amore e diritto, ovverosia i diritti dell'amore, Napoli, 1994.
- Il contratto preliminare, 3ª ed., Torino, 2010.
- La trascrizione degli atti e delle sentenze, 1, I, in Trattato della trascrizione, diretto da Gabrielli e Gazzoni, Torino, 2012
- La trascrizione degli atti e delle sentenze, 1, II, in Trattato della trascrizione, diretto da Gabrielli e Gazzoni, Torino, 2012.
- Rodolfo Sacco genio e sregolatezza (una corrispondenza), Napoli, 2014.
- Scritti giuridici minori, vol. I e II, Key Editore, 2016.
- Favole quasi-giuridiche, 2ª ed., Key Editore, 2017.
- Atipicità del contratto, giuridicità del vincolo e funzionalizzazione degli interessi, Key Editore, 2017.
- Manuale di Diritto privato, 20ª ed., Napoli, 2021.